# 3tera
3tera（スリーテラ）はアメリカ合衆国カリフォルニア州オレンジ郡に所在するユーティリティコンピューティングおよびクラウドコンピューティング用ソフトウェア企業。
クラウドの先駆者として知られている。XenベースのグリッドOS「AppLogic」を2006年2月に発売開始（日本では2008年6月からネットワンシステムズを国内代理店として発売している）。

## Applogic
ネットワークインターフェースを2口用意したPCサーバを複数台用意して、一方をプライベート側、もう一方をグローバル側に接続し、配信サーバから各ノードにネットワークインストールする形態のグリッドOS。
管理は基本的にウェブ管理である。ログインしてあらかじめ用意されている適当なテンプレートを選択し、適宜設定（例えば仮想OSの起動ならばIP周りやrootパスワードを設定する）を行ってサービスを起動する。
サポートしているテンプレートとしてはTWiki、SugarCRM、仮想Linux(CentOS、32/64ビット両対応）、仮想OpenSolaris、仮想Solaris（プロプライエタリのため要相談となる）などがある。最新版では32ビット版Windows Server 2003をサポートしている（こちらも要相談）。サービスは順次追加が行われていて、将来は64ビット版も含めたWindows Server 2008のサポートも予定されている。
テンプレートを利用するだけでも非常にサービスの構築が容易であるのだが、独自にサービスを作る事も可能である。Ajaxで構成された作成画面では、WebサーバやNASやMySQLといった部品アイコンをシート画面に配置して線で結び（さながら、Microsoft Visioにおける図面作成を彷彿とさせるスタイルである）、各種設定を施すだけでサービスが作成可能である。
日本国内でも本OSの採用が始まっており、KDDIが2009年6月からAppLogicを利用したクラウドサービスを開始する予定である。